# 火家集古城址
火家集古城址，宋朝的羊牧隆城，位于宁夏回族自治区固原市西吉县将台乡火家集村，是中华人民共和国宁夏回族自治区文物保护单位之一。
2005年9月15日，授予宁夏回族自治区文物保护单位，是一座古遗址。